# ریخنوف ناد کنیژنوو
ریخنوف ناد کنیژنوو (به چکی: Rychnov nad Kněžnou) یک منطقهٔ مسکونی و شهرستان دارای شهرک سابقاً روستا در جمهوری چک است که در ناحیه ریخنوف ناد کنیژنوو واقع شده‌است. ریخنوف ناد کنیژنوو ۱۱٬۸۲۳ نفر جمعیت دارد.